# Géranium blanc
Geranium rivulare
Espèce
Classification phylogénétique
Le Géranium blanc ou Géranium des ruisseaux (Geranium rivulare Vill), en allemand Blaßblütier Storchschnabel, en italien geranio dei rivi, est une plante herbacée de la famille des Géraniacées.

## Description
C'est une plante vivace, aux tiges de 15 à 40 cm de hauteur aux feuilles découpées jusqu'à leur base en segments étroits.
Les fleurs d'environ 15 mm sont de couleur blanche rayée de pourpre.

## Caractéristiques
Organes reproducteurs
- Couleur dominante des fleurs : blanche
- Floraison de juin à juillet
- Inflorescence : racème de cymes unipares hélicoïdes
- Sexualité : hermaphrodite
- Pollinisation : entomogame

Graine
- Fruit : capsule
- Dissémination : épizoochore

## Habitat et répartition
Le géranium blanc est une plante des ruisseaux et des prairies humides de haute montagne.
On la trouve dans les Alpes, en Suisse, au Tyrol en Italie et en France.